# گلشن ابرار (منظومه)
گلشن ابرار مجموعه ای منظوم و به فارسی از شاعر و خوشنویس مشهور ایرانی محمد بن عبدالله کاتبی ترشیزی می‌باشد. ترشیز نام قدیم کاشمر در خراسان است. وی این منظومه را در بحر خفیف! سروده و زمان سرودن آن قرن نهم هجری می‌باشد. آقابزرگ تهرانی در کتاب الذریعه از وجود نسخه خطی این اثر نزد دکتر مهدوی در تهران خبر می‌دهد و می‌نویسد این منظومه در ضمن کلیات اشعار کاتبی ترشیزی که در سال ۸۹۰ ق نوشته شده (یعنی ۵۱ سال بعد از درگذشت ترشیزی) نیز موجود است.